# 1835
1835 (MDCCCXXXV) fue un año común comenzado en jueves según el calendario gregoriano.

## Acontecimientos

### Enero

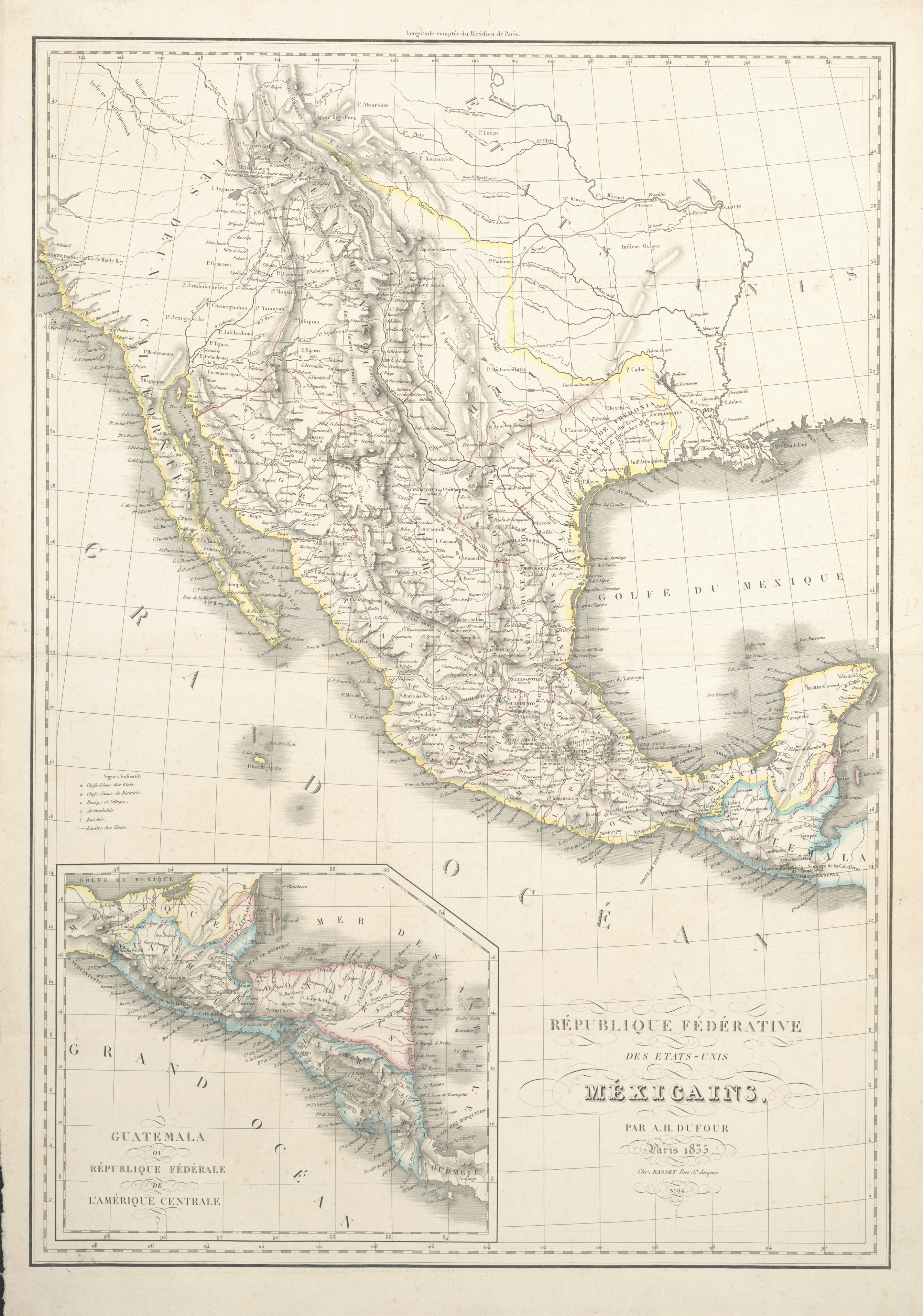
Mapa de México en 1835

- 1 de enero: Un terremoto de 6,5 sacude la ciudad de Auckland en Nueva Zelanda causando varios daños.
- 18 de enero: En Ecuador se libra la Batalla de Miñarica poniendo fin a una guerra civil de 2 años
- 23 de enero: en Nicaragua erupciona el volcán Cosigüina, creando una onda de sonido que se desplaza hasta a 2000 km.
- 28 de enero: en México, Miguel Barragán asume la presidencia como noveno presidente de dicho país.
- 30 de enero: en Estados Unidos, el presidente Andrew Jackson sobrevive al primer atentado contra la vida de un presidente estadounidense

### Febrero
- 16 de febrero: en la Barranca Yaco (provincia de Córdoba, Argentina) es asesinado el caudillo federal argentino Facundo Quiroga.
- 20 de febrero: la ciudad de Concepción (Chile) es destruida por un terremoto de 8,5 y un tsunami.

### Marzo
- 7 de marzo: en Buenos Aires (Argentina) comienza el segundo Gobierno de Juan Manuel de Rosas.
- 22 de marzo: en el Teatro del Príncipe (de Madrid) se estrena Don Álvaro o la fuerza del sino, del Duque de Rivas, lo que supuso el triunfo definitivo del romanticismo en España.

### Junio
- 7 de junio: en Madrid (España), José María Queipo de Llano Ruiz de Saravia es nombrado presidente del Consejo de Ministros.
- 12 de junio: en Perú se crea el departamento de Áncash

### Julio
- 16 de julio: en España ―en el marco de la Primera Guerra Carlista― se libra la batalla de Mendigorría
- 25 de julio: en Cataluña (España) comienzan las bullangas de Barcelona, con el ataque a distintos conventos catalanes.

### Agosto
- 25 de agosto: en Nueva York empieza El gran engaño de la luna.

### Fechas desconocidas
- Se inicia la Guerra entre Salaverry y Santa Cruz
- Samuel Colt patenta el primer revólver de 5 disparos.
- El desbordamiento de río Darro, destruye el pilar de las Ninfas (Plaza de Santa Ana), quedando unido al resto de Plaza Nueva.
- En 1835, Matíaas Ramón Mella en plena dominación haitiana, fue nombrado "Preposé", o encargado de la comunidad de San Cristóbal.
- A principios de este año, se exporta mediante la aduana de Cúcuta, hacía Venezuela, las primeras cargas de café en Colombia, este mismo definió la economía del país hasta ya entrado el siglo XX. La carga fue 2996 sacos de 60 kilos cada uno.

## Arte y literatura
- Honorato de Balzac: El coronel Chabert.
- Alexandre Moreau de Jonnés: Estadística de España.

## Música
- 24 de enero: en el Théâtre Italien de París (Francia) se estrena la ópera I puritani di Scozia, de Vincenzo Bellini.
- 30 de diciembre: en el Teatro alla Scala de Milán (Italia) se estrena la ópera Maria Stuarda de Gaetano Donizetti, con el libreto original.

## Nacimientos

### Enero
- 10 de enero: Fukuzawa Yukichi, filósofo político japonés (f. 1901).

### Febrero
- 19 de febrero: Emmanuel Lansyer, pintor paisajista realista francés (f. 1893).

### Marzo
- 20 de marzo: Adolph Wagner, economista alemán (f. 1917).

### Abril
- 9 de abril: Leopoldo II, rey belga (f. 1909).

### Mayo
- 31 de mayo: Hijikata Toshizō, rōnin y segundo al mando del Shinsengumi (f. 1869).

### Julio
- 7 de julio: Augusto Ferrán, escritor español (f. 1880).
- 27 de julio: Giosuè Carducci, poeta italiano, premio nobel de literatura en 1906 (f. 1907).

### Agosto
- 2 de agosto: Elisha Gray, ingeniero eléctrico estadounidense, cofundador de Western Electric (f. 1901).

### Octubre
- 7 de octubre: Felix Draeseke, compositor alemán (f. 1913).
- 13 de octubre: Alphonse Milne Edwards, ornitólogo francés (f. 1900).
- 31 de octubre: Adolf von Baeyer, químico alemán, premio nobel de química en 1905 (f. 1917).

### Noviembre
- 6 de noviembre: Cesare Lombroso, médico y criminólogo italiano (f. 1909).
- 7 de noviembre: Manuel José Irarrázabal, político chileno (f. 1896).
- 25 de noviembre: Andrew Carnegie, industrial y filántropo anglo-estadounidense (f. 1919).
- 29 de noviembre: Cixi, emperatriz china (f. 1908).
- 30 de noviembre: Mark Twain, escritor estadounidense (f. 1910).

### Diciembre
- 6 de diciembre: Germano V, religioso griego, patriarca de Constantinopla (f. 1920).
- 11 de diciembre: Dámaso Zabalza, compositor y pianista español (f. 1894).
- 19 de diciembre: María del Pilar Sinués, escritora española (f. 1893).

## Fallecimientos

### Febrero
- 16 de febrero: Facundo Quiroga, caudillo argentino (n. 1788).

### Abril
- 8 de abril: Wilhelm von Humboldt, lingüista y político alemán (n. 1767).
- 13 de abril: José de Canterac, militar español (n. 1787).

### Mayo
- 31 de mayo: William Smith, político y abolicionista británico (n. 1756).

### Junio
- 24 de junio: Tomás de Zumalacárregui, militar español, general en la Primera Guerra Carlista (n. 1788).

### Septiembre
- 23 de septiembre: Vincenzo Bellini, compositor italiano (n. 1801).